# Neonesidea mutsuensis
Neonesidea mutsuensis is een mosselkreeftjessoort uit de familie van de Bairdiidae. De wetenschappelijke naam van de soort is voor het eerst geldig gepubliceerd in 1971 door Ishizaki.